# Боросиликатно стъкло
Боросиликатното стъкло е силикатно стъкло, в което алкалните компоненти в суровината се заменят с борен триоксид (B2O3). То се отличава от обикновеното стъкло с повишена термична устойчивост и повишена устойчивост на механични повреди. За първи път е синтезирано от Ото Шот през 1887 г. в Йена. По тази причина ранното боросиликатно стъкло става известно като йенско стъкло.
Борният оксид се въвежда в оптичните стъкла, за да повлияе на вида зависимост на показателя на пречупване от дължината на вълната на светлината.
Боросиликатното стъкло се продава под различни търговски наименования, включително Borosil, Duran, Pyrex, Glassco, Supertek, Suprax, Simax, Bellco, Marinex (Бразилия), Heatex, Endural, Schott, Refmex, Kimax, Gemstone Well, United Scientific и MG (Индия).

## Коефициент на топлинно разширение
Коефициентът на топлинно разширение на боросиликатното стъкло е около три пъти по-малък от този на натриево-варното стъкло. Сред стъклата само кварцовото стъкло има по-малък коефициент (почти 10 пъти по-малък). Това позволява на стъклото да не се напуква при резки температурни промени. Това е и причината, поради която се използва като противопожарно стъкло и в други случаи, когато се изисква термична устойчивост. Тъй като коефициентът на плътност на боросиликатната основа е по-висок от този на силикатните стъкла, тя е по-добре защитена от риск от физическа повреждане. Това води до подобряване на химичната устойчивост и намаляване на коефициента на линейно термично разширение – до 3,1⋅10−6/°C при 20 °C при най-добрите образци.

## Употреба
Боросиликатното стъкло се използва за създаване на декоративни художествени гарафи, чаши, вази, декантери за вино, фигурки и др. Използва се и за изработване на бижута, често в комбинация с благородни метали.
За домакинствата от боросиликатно стъкло се изработват съдове за открит огън, чайници, посуда. Използва се като материал за лабораторна стъклария, в химическата промишленост и в други отрасли, например като материал за топлообменници в топлоелектрически централи. Използва се и за производството на слайдове за китари.
Също така боросиликатното стъкло се използва за изработване на пипетки за интрацитоплазмено инжектиране на сперматозоиди (ICSI – метод за изкуствено оплождане), за биопсия на бластомери, което се извършва за предимплантационна генетична диагностика, като се използват биопсични клетки като генетичен материал. Съществуват 3 версии на пипети с вътрешен диаметър от 4 µm до 7,5 µm. Дължината на пипетата варира от 60 до 75 mm и има ъгъл на скосяване 30°. Пипетите са предназначени за еднократна употреба.
Боросиликатните стъкла с различен състав представляват значителна част от оптичните стъкла. От тях се изработват не само лещи, но и огледала за рефлекторни телескопи. Причината за това е комбинацията от цена и нисък коефициент на термично разширение. В началото на XX век тези стъкла са най-добрият материал за тази цел. В днешно време най-добрите материали са церодурът и ситалите, но те са по-скъпи.
Боросиликатно стъкло с коефициент на линейно термично разширение 2,8⋅10−6/°C, произведено от Ohara Corporation, се използва за направата на огледала за Гигантския Магеланов телескоп.